# Rudolf Nemetschke

Rudolf Nemetschke

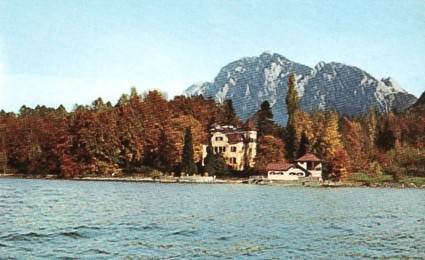
Burgau am Attersee

Rudolf Nemetschke (* 9. Mai 1902 in Wien; † 5. Juni 1980 in Bad Ischl) war ein österreichischer Industrieller und Sportfunktionär.

## Leben
Nemetschke promovierte an der Rechtswissenschaftlichen Fakultät der Universität Wien. Seit Anfang der 40er Jahre war Rudolf Nemetschke mit Mary, geb. Sodtmann-Tillmanns verheiratet, die Ehe blieb kinderlos. Er hatte Wohnsitze in Wien und Burgau am Attersee. Er wurde am Döblinger Friedhof bestattet.

## Werk
Neben seiner Karriere als Unternehmer – unter anderem war er von 1940 bis 1979 Chef der Baugesellschaft H. Rella & Co in Wien sowie Präsident von Fiat Österreich und Ehrenpräsident der Italienischen Handelskammer für Österreich – engagierte er sich in zahlreichen Funktionen als Sportfunktionär.
Präsident des Bundesfachverbands für Reiten und Fahren in Österreich (BFV) und des Österreichischen Segel-Verbandes (OeSV).
Als langjähriger Vizepräsident des ÖOC, dieses Amt trat er 1956 an, und – von 1969 bis 1976 – als Mitglied des Internationalen Olympischen Komitees war er eine der Schlüsselfiguren bei der Organisation der Olympischen Winterspiele 1976 in Innsbruck. Er schaffte es, nach der Absage der Stadt Denver, Colorado, die Spiele ein weiteres Mal nach Innsbruck zu holen. Damit erhielt Österreich einen zweiten Sitz im IOC. Nach den IOC-Regeln hätte er eigentlich 1974 (im Alter von 72) zurücktreten müssen. Das IOC änderte aber für ihn die Regeln, damit er bei seinen Spielen in Innsbruck noch IOC-Mitglied sein konnte.
Von 1948 bis 1974 war er Präsident, danach Ehrenmitglied und Commodore des Union-Yacht-Club Attersee (UYCAS), eines der ältesten und größten Segelclubs Österreichs. Nemetschke war begeisterter Sonderklasse-Segler, unter anderem befand sich die Yacht S 68 „Marion“ in seinem Besitz. 1965 stiftete er den Burgau-Pokal.

## Auszeichnungen
- 1963: Großes Silbernes Ehrenzeichen für Verdienste um die Republik Österreich
- Großes Goldenes Ehrenzeichen für Verdienste um die Republik Österreich
- Großoffizier des Verdienstordens der Italienischen Republik
- 1973: Pierre de Coubertin Medaille
- 1978: Olympischer Orden in Silber